# Pellezzano
Pellezzano est une commune italienne d'un peu moins de 11 000 habitants située dans la province de Salerne, dans la région Campanie, dans le Sud de l'Italie.

## Géographie

### Hameaux
Capriglia, Capezzano, Coperchia, Cologna.

### Communes limitrophes
Baronissi, Cava de' Tirreni, Salerne.

## Administration
| Période                                  | Période | Identité                | Étiquette               | Qualité     |
| ---------------------------------------- | ------- | ----------------------- | ----------------------- | ----------- |
| 1988                                     | 1990    | Amedeo Naddeo           | PCI                     |             |
| 1990                                     | 1990    | Antonio Marotta         | DC                      | Avocat      |
| 1990                                     | 1995    | Eva Longo               | DC                      | Enseignante |
| 1995                                     | 1999    | Amalia Marigliano Russo | PDS, DS                 |             |
| 1999                                     | 2004    | Eva Longo               | CCD, FI                 | Enseignante |
| 2004                                     | 2009    | Eva Longo               | FI, PDL                 | Enseignante |
| 2009                                     | 2014    | Carmine Citro           | sans étiquette          |             |
| 2014                                     | 2017    | Giuseppe Pisapia        | PD                      |             |
| 2017                                     | 2018    | Vincenzo Amendola       | commissaire préfectoral |             |
| 2018                                     |         | Francesco Morra         | PD                      | Employé     |
| Les données manquantes sont à compléter. |         |                         |                         |             |